# Ахмад Вахіді
Ахмад Вахіді (перс. احمد وحیدی, нар. 27 червня 1958) — іранський воєначальник Корпусу вартових ісламської революції та чинний міністр внутрішніх справ з 25 серпня 2021 року. У 1988 році був призначений командувачем екстериторіальних сил спеціального призначення «Кудс». Був міністром оборони при Махмуді Ахмадінежаді, обіймав цю посаду з 3 вересня 2009 року по 15 серпня 2013 року. Вахіді є президентом Вищого національного університету оборони з серпня 2016 року і членом Ради доцільності з серпня 2017 року.

## Раннє життя та освіта
Вахіді народився 27 червня 1958 року в Ширазі. Його справжнє ім'я — Ахмад Шах Черагі (прізвисько — Вахід). Має ступінь бакалавра з електроніки та ступінь магістра з промислового інжинірингу. Здобув ступінь доктора філософії в галузі стратегічних досліджень в Університеті імама Садега.

## Кар'єра
Вахіді приєднався до Корпусу вартових ісламської революції в 1979 р. У 1981 р. він був призначений заступником тодішнього командувача Корпусу вартових ісламської революції Мохсена Резаї з питань розвідки. Того ж року він також був призначений командиром бази Балаал. У 1983 році приєднався до сил Кудс, підрозділу Корпусу вартових ісламської революції, який відповідає за операції за межами Ірану. Має звання бригадного генерала.
Вахіді був призначений заступником міністра оборони у 2005 році, коли міністром оборони став Мостафа Мохаммад-Наджар. На цій посаді він перебував до 2009 року. У серпні 2009 року президент Махмуд Ахмадінеджад призначив його міністром оборони, а 3 вересня 2009 року Меджліс затвердив Вахіді на посаді міністра оборони 227 голосами з 286. Він отримав 79,3 % голосів членів парламенту. Термін повноважень Вахіді закінчився 15 серпня 2013 року, і Хоссейн Дехган замінив його на цій посаді.